# Vittorio Giacci
Vittorio Giacci (Salsomaggiore Terme, 30 d'agost de 1943) és un crític de cinema, director, director artístic, guionista, professor i músic italià.

## Biografia
Després de graduar-se a l'institut estatal Giosuè Carducci de Milà, es va graduar en Dret a la Universitat de Milà l'any 1972 amb una tesi sobre dret processal penal sobre la confiscació penal d'obra cinematogràfica.
És periodista, crític de cinema, matriculat al SNCCI i al SNGCI, professor d'història i llengua del cinema, expert en comunicació, mitjans de comunicació, entreteniment, problemàtica del mercat cinematogràfic nacional i internacional, promoció, restauració i multimèdia. Estudiós de problemes legislatius relacionats amb l'entreteniment amb especial experiència en l'àmbit dels drets d'autor i desenvolupament de "gèneres".
Ha ocupat diversos càrrecs, entre els quals hi ha director general de l'Organisme Autònom de Gestió del Cinema, director general de Cinecittà International, sotscomissari del Centro Sperimentale di Cinematografia, director de la "Institució Roberto Rossellini", col·laborador. de la Biennal de Cinema, director artístic de diversos, entre ells, el Festival de Cinema de Rimini, Festival de Cinema de Vasto, B.A. Festival de Cinema, consultor legislatiu de diversos ministres d'Espectacle, director del Centre Cultural Mondoperaio, consultor de Cinema Rai-Sat, col·laborador de la Nuova Enciclopedia del Cinema Treccani, president d'ATC Multimèdia, Acadèmia de Cinema i Televisió, dins de Cinecittà Studios.
També va ser crític de cinema del diari L'Avanti!, editor de les revistes Cineforum i Filmcritica, membre del jurat de nombroses pel·lícules. festivals i esdeveniments i culturals, membre de la Junta Nacional de l'AIACE (Associació Italiana d'Amics del Cinema d'Essai), membre del Consell Nacional de l'Espectacle, membre del Premi Solinas, president de l'Aquila Film Institute, membre del comitè per a les celebracions del centenari del cinema a la Presidència del Consell de Ministres i consultor de cinema del Teatro Piccolo di Milano.
Delegat General de l'MCM, Manifestacions Cinematogràfiques del Mediterrani, membre del comitè executiu del Consell General "CICT UNESCO" i membre del jurat del Premi David di Donatello, actualment imparteix classes d'història i el llenguatge del cinema.
Com a director o consultor, ha realitzat nombrosos documentals per a cinema i televisió, entre els quals destaca Mi mancherai. Ricordo di Sandro Pertini (2008), sota l’Alto Patronato del Presidente della Repubblica, guanyador del Premi Gianni Di Venanzo, el documental ONU per l'Expo 2010, The Earth: Our Home, guanyador del "Globo d'Oro" per l'excel·lència de la Premsa Estrangera a Itàlia. Va ser dels primers a crear obres multimèdia amb CD-Roms: entre els quals Roma nel cinema (1986), Michelangelo Antonioni, lo sguardo incantato (1988), Federico Fellini (1994), TuttoTruffaut (1996) e l’opera video musicale Il Poliedro di Leonardo (1989), esdeveniment especial de la Biennal de Venècia.
Com a autor ha publicat diversos llibres, assaigs i articles, mentre que com a guionista ha col·laborat amb diversos cineastes com Alberto Lattuada a Cristoforo Colombo de 1985 i amb Carlo Lizzani a Roberto Rossellini del 2001.
Va supervisar la restauració de les obres dels directors italians més importants: Federico Fellini, Roberto Rossellini, Pier Paolo Pasolini, Michelangelo Antonioni, Francesco Rosi, Paolo e Vittorio Taviani, Luchino Visconti, Bernardo Bertolucci, Vittorio De Sica, Valerio Zurlini, Pietro Germi, Carmine Gallone, Vittorio Cottafavi, Riccardo Freda. En particular, va supervisar la restauració de Mater Dei de Emilio Cordero), (la primera pel·lícula en color italiana) Il gattopardo i Senso de Luchino Visconti), Carrusel napolità d'Ettore Giannini), Giovanna d'Arco al rogo, Francesco, joglar de Déu, La presa del poder per Lluís XIV de Roberto Rossellini).
En la seva condició de director general de l'Ente Autonomo Gestione Cinema va ser productor delegat de nombroses pel·lícules d'autor, entre d'altres Ginger i Fred i Intervista de Federico Fellini, Rossini! Rossini! de Mario Monicelli, Uno dei tre de Pupi Avati, Colpire al cuore de Gianni Amelio, Diavolo in corpo de Marco Bellocchio, Cronaca di una morte annunciata de Francesco Rosi, Figlio mio, infinitamente caro... de Valentino Orsini, Claretta de Pasquale Squitieri, La neve nel bicchiere de Florestano Vancini i L’herbe rouge de Pierre Kast, un dels fundadors de la Nouvelle Vague en coproducció amb Antenne 2.

## Filmografia
Director
- Il Cinema dei mille Giorni, amb Roberto Escobar, (1984)
- Il Poliedro di Leonardo, amb Filippo Mileto, (1989)
- François Truffaut - Le Spectacle Interieur - documentario (1994)[3]
- Caro Maestro. Federico Fellini, (1994)
- Ciao Marco. Marco Ferreri, amb Adriano Pintaldi, (1997)
- Alberto Lattuada, i corpi e gli inganni, (1998)
- Pasqualino De Santis, la luce al lavoro, (1999)
- Roma Open Set City, (2000)
- Peter Bogdanovich, il cinema con il cinema, (2001)
- Cinecittà: Via Tuscolana 1055, (2003)
- Annecy: Rencontre des Cinéastes Italiens, (2003)
- Michelangelo Antonioni. Lo sguardo Alto, (2008)
- Mi mancherai. Ricordo di Sandro Pertini, (2008)
- Cinema è Teatro. La magnifica Attrazione, (2009)
- François Truffaut, le spectacle interieur, (2009) - riedizione
- The Earth: Our Home, (2010)
- Violette al Cinema. La Traviata nella Settima Arte, (2014)
- L’amore vasto Bo Ai, (2014)
- Un gesto di-verso, (2015)

Guionista
- Cristoforo Colombo, dirigida per Alberto Lattuada, (1985)
- Roberto Rossellini, dirigida per Carlo Lizzani, (2001)

Productor
- Buoni o Cattivi (vídeo-òpera di Vasco Rossi), dirigida per Stefano Salvati, (2005)
- Giallo?, dirigida per Antonio Capuano, (2009)
- Il mio Novecento, dirigida per Carlo Lizzani, (2010)

## Llibres
- Peter Bogdanovich, La Nuova Italia, Firenze, 1973
- Il cinema nell’Europa dell’Est, Atti del convegno “Il dissenso culturale”, Biennale di Venezia, 1979
- I mostri al microscopio di AA.VV, Marsilio, Venezia, 1979
- Il cinema del Fronte Popolare. Francia 1934-37, con Roberto Escobar, Il Formichiere, Milano, 1980 ISBN 9788871191782
- Lavorare per lo spettacolo, Gesualdi, Roma, 1984
- Il cinema del Fronte Popolare Francia 1934-37, Bulzoni, Roma, 1990
- Care ombre. Scritti di cinema 1976-1992, Bulzoni, Roma, 1993
- François Truffaut, le corrispondenze segrete, le affinità dichiarate, Bulzoni, Roma, 1994
- Via col tempo, l’immagine del restauro, C.S.C. / Gremese, Roma, 1994
- Francesco Rosi, Cinecittà International, Roma, 1994
- Federico Fellini, la voce della luce, Progetti Museali, Roma, 1995
- Truffaut/Hitchcock, la conversazione ininterrotta, con Alessandro Pamini, Istituto Metacultura / L’Unità, Roma, 1997
- Francesco giullare di Dio, un capolavoro adottato, con Edoardo Bruno, Istituzione Roberto Rossellini, Roma, 1997
- L’Avventura, ovvero l’isola che c’è, Edizioni del Centro Studi, Lipari, 2000
- Otello Fava, divi, maschere e belletti, diario di un truccatore, C.S.C., Roma, 2004
- Mater Dei, storia e rinascita del primo film italiano a colori, C.S.C., Roma, 2005
- Immagine immaginaria, analisi e interpretazione del segno cinematografico, Città Nuova, Roma, 2006 ISBN 9788831116268
- Francesco Rosi, i mosaici della ragione, con Adriano Pintaldi, Roma Film Festival, Roma, 2006
- Michelangelo Antonioni. Lo sguardo estatico, C.S.C. / B.A. Film Factory, Roma, 2008
- Ciné. Cento anni di collaborazione cinematografica italo-francese, Cinecittà Holding / Gallucci, Roma, 2008 ISBN 9788861450813
- Carlo Lizzani, Il Castoro Cinema, Milano, 2009 ISBN 9788880334897